# Villers-Stoncourt
Villers-Stoncourt é uma comuna francesa na região administrativa de Grande Leste, no departamento de Mosela. Estende-se por uma área de 10,57 km². Em 2010 a comuna tinha 220 habitantes (densidade: 20,8 hab./km²).